# Prionyx fervens
Prionyx fervens är en biart som först beskrevs av Carl von Linné 1758.
Prionyx fervens ingår i släktet Prionyx och familjen grävsteklar. Inga underarter finns listade i Catalogue of Life.